# خوسيه أنطونيو لوبيز غيريرو
خوسيه أنطونيو لوبيز غيريرو (بالإسبانية: José Antonio López Guerrero)‏ هو أحيائي إسباني، ولد في 1962 في مدريد في إسبانيا.